# Dryolimnas
Dryolimnas és un gènere d'ocells de la família dels ràl·lids (Rallidae) que habita (o habitava) a unes poques illes de l'oceà Índic.

## Taxonomia
Se n'han descrit dues espècies dins aquest gènere:
- Rascló de la Reunió (Dryolimnas augusti). Extinta des de finals del segle xvii.
- Rascló de Cuvier (Dryolimnas cuvieri).